# Conostigmus bacilliger
Conostigmus bacilliger är en stekelart som först beskrevs av Jean-Jacques Kieffer 1906.  Conostigmus bacilliger ingår i släktet Conostigmus och familjen trefåresteklar. Inga underarter finns listade i Catalogue of Life.